# Сагайдаковський Андрій Валеріанович
Андрій Валеріанович Сагайдаковський (нар. 17 квітня 1957, Львів) — український художник, учасник багатьох мистецьких виставок. Працює в царині живопису і практикує незвичну техніку, втілюючи живописні ідеї на килимках, доповнюючи їх власними висловлюванями. Андрій є одним з найбільш іронічних сучасних українських художників, який знаходить незвичні ракурси повсякденних тем. Представник Нової хвилі.

## Біографічні дані
Народився у Львові. Батько — Валеріан Ананійович, архітектор, мати — Софія Семенівна, викладачка німецької мови. Закінчив Львівську спеціалізовану школу № 8 (тепер — ліцей № 8 Львівської міської ради) з поглибленим вивченням німецької мови, засновану ще 1818 року як німецьку гімназію. За настійною порадою батька вступив на факультет архітектури Львівського політехнічного інституту з дозволом після його закінчення самостійно обрати свій подальший життєвий шлях. Під час навчання брав також приватні уроки живопису у Карла Звіринського та у Романа Сельського — учня відомого французького художника Фернана Леже. Вчителі ніколи не втручалися в задуми молодого художника, лише відповідали на його численні запитання, пояснювали чисте кольорознавство — яка фарба з якою поєднується і який у тому сенс. Після закінчення інституту у 1979 році Андрій тривалий час шукав своє місце у мистецтві, свій стиль і техніку. Перший вихід «на люди» відбувся у 1990 році. Відчуваючи вільний вітер від початого розвалу імперії львівська творча молодь спромоглася організувати у тодішньому музеї Леніна виставку з провокативною назвою «Дефлорація». Вже тоді було очевидно: перед нами серйозний, самостійний майстер з особливим драматичним сприйняттям світу, наповнюючим сенсом і значенням ті «фрагменти буття», з яких, по суті, і складається життя. У подальшому житті Сагайдаковський брав участь у численних виставках, як в Україні, так і за кордоном. Андрій Сагайдаковський належить до тісної групи львівських художників-новаторів, до складу якої Андрій та Петро Гуменюки, Олег Капустяк, Влодко Кауфман. Вони продовжують творити мистецьке обличчя Львова на гуманістичних засадах любові і добра. Для творчого натхнення нерідко пускаються в мандри, учасники культурологічно-екологічної експедиції Дністер.

## Мистецькі пріоритети
Пошук власного стилю для художника був тяжкий, через сумніви деякі свої роботи він знищив. Прихід до текстових висловлювань, які є ключем до розуміння усієї його творчості, відбувся завдяки видкам, коли приходило розуміння необхідності пояснювати недосвідченому глядачеві без допомоги критика суть намальованого. Тексти на роботах Андрія Валеріановича є не просто підписом, хоч і дублюють його, але їх змістовою складовою. Але найбільшою особливістю творчості художника є використання старих килимів. У скрутні 9О-і роки XX століття художники просто не мали на чому малювати. Випадковий старий килимок стався Андрєві до пригоди і далі вже праювати на них подобалося. Дитячий образ Не мале місце у творчості художника займає дитячий образ — саме за допомогою нього Сагайдаковському вдається зайняти місце поза виміром «дорослого» та «серйозного» світу та дати волю нестримній фантазії на межі з вседозволеністю. У 2007 році, до 100-століття Львівської галереї мистецтв, відбулася виставка під назвою «Реанімація» як своєріжний діалог між старим і новим мистецтвом. Андрій Сагайдаковський представив на ній свою ремімісценцію на картину невідомого художника голландської школи XVII століття. «Неминучість запозичення і цитування — діагноз, поставлений постмодернізмом мистецтву. Пройшовши етап тотального сприйняття і брутального протесту перед цим фактом, художник знайшов і показав нескінченість нового, що може народитися з фрагменту старого».

## Участь у виставках
- 1989 — Рим, 14-й Національний салон.
- 1990 — Львів, «Дефлорація». Музей В. І. Леніна (тепер — Національний музей у Львові імені Андрея Шептицького).
- 1992 — Мюнхен, Німецький музей.
- 1993 — Варшава, ЦСМ «Замок Уяздовський». Проєкт «Степи Європи».
- 1994 — Одеса, «Вільна зона». Музей образотворчого мистецтва. Київ, «Анімічна капітуляція» Центр сучасного мистецтва. Севастополь, корабель «Славутич».
- 1994 — Мінськ, Міжнародний скульптурний симпозіум.
- 1999 — Париж, Пасаж де Рец. Проєкт «Ідентичність та різноманіття».
- 2000 — Лодзь, Центр сучасного мистецтва «Форум фабрікум». Проєкт «Пункт перетину».
- 2000 — Каунас, Музей сучасного мистецтва. Проєкт «Пункт перетину».
- 2001 — Штуттгарт, Дойче Телеком. Проєкт «Пункт перетину».
- 2002 — Львів, Культурно-мистецький центр «Дзига». Арт-проєкт «Культурні герої».
- 2002 — Токіо, «Before and After».
- 2003 — Львів, музей етнографії та художнього промислу, One Man History Museum, DE NOVO.
- 2003 — Регенсбург, Німеччина, фестиваль «Донумента».
- 2008 — Київ, арт-центр «Я Галерея». Проєкт «Цитата».
- 2013 — Київ, арт-центр «Я Галерея». Проєкт «Прогулянка лісовими стежками».
- 2015 — Дніпро, арт-центр «Я Галерея». Проєкт «Пейзажі».
- 2017 — Київ, арт-центр «Я Галерея». Проєкт «Слухай уважно».
- 2017 — Львів, Львівська національна галерея мистецтв імені Бориса Возницького. Проєкт «Пустоти» двох львівських митців — Андрія Сагайдаковського і Андрія Боярова.
- 2020 — Міжнародна виставка сучасного мистецтва у віртуальному просторі «Strangetime».[6]

## Персональні виставки
- 1992 — Варшава, галерея «Лабораторія».
- 1997 — Львів, Мистецький центр «Дзига».
- 1999 — Київ, «Явна таємниця». Центр сучасного мистецтва.
- 2001 — Львів, Музей історії релігії.
- 2006 — Люблін, «Території».
- 18.09.2020 — 24.01.2021 — Київ, Мистецький арсенал, «Андрій Сагайдаковський. Декорації. Ласкаво просимо!»[7].

Із моменту відкриття Павлом Гудімовим київського арт-центру «Я Галерея», Сагайдаковський щороку презентує персональні виставки, а також бере участь у групових проєктах арт-центру. Персональні виставки відбувалися також у Варшаві, Львові, Києві, Дніпрі.

## Творче кредо
Я живу тут і тепер: тут, де мушу зробити те, що мене вражає, дратує або подобається — все, що на мене діє.

## Відзнаки
У 2012 році Андрій Сагайдаковський став лауреатом премії Першої Київської міжнародної бієнале сучасного мистецтва «ARSENALE AWARDS 2012» у номінації «Відкриття».